# Eefje Boons
Eefje Boons (Deventer, 18 luglio 1994) è un'ostacolista olandese.

## Palmarès
| Anno | Manifestazione   | Sede       | Evento   | Risultato  | Prestazione | Note |
| ---- | ---------------- | ---------- | -------- | ---------- | ----------- | ---- |
| 2013 | Europei juniores | Rieti      | 4×100 m  | Bronzo     | 44"22       |      |
| 2015 | Europei under 23 | Tallinn    | 100 m hs | 6ª         | 13"35       |      |
| 2015 | Europei under 23 | Tallinn    | 4×100 m  | 4ª         | 44"46       |      |
| 2016 | Europei          | Amsterdam  | 100 m hs | Semifinale | 13"26       |      |
| 2017 | Mondiali         | Londra     | 100 m hs | Batteria   | 13"34       |      |
| 2018 | Mondiali indoor  | Birmingham | 60 m hs  | Semifinale | 8"24        |      |
| 2018 | Europei          | Berlino    | 100 m hs | Semifinale | 12"94       |      |